# フランシス・イタニ
フランシス・イタニ（Frances Susan Itani, 1942年8月25日 - ） はカナダの作家。

## 経歴
オンタリオ州ベルヴィル生まれ。オタワ川のほとり、ケベック近郊のちいさな村で育つ。
21歳より、看護師として働く。29歳で執筆活動をはじめ、短篇集や詩集、児童書を刊行。
赤十字の職員である夫とともに世界各地に赴き、ボスニア紛争も経験している。
2003年デビュー長篇となる『遠い音』を発表。空前のベストセラーに。
コモンウェルス作家賞カナダ・カリブ地域賞をはじめ、数多くの賞に輝き、すでに世界20カ国以上で翻訳されている。

## 邦訳作品
- 『遠い音』村松潔 訳、新潮社、新潮クレスト・ブックス、2005年8月

## 作品

### 児童文学
- Linger By the Sea (1979) (illustrated by Molly Bobak)
- Best Friend Trouble (2014)  (illustrated by Genevieve Despres)

### 短編集
- Pack Ice (1989)
- Truth or Lies (1989)
- Man Without Face (1994)
- Poached Egg on Toast (2004)

### 詩集
- A Season of Mourning
- No Other Lodgings (1978)
- Rentee Bay:  poems from the Bay of Quinte, 1785-89 (1983)

### 長編
- Leaning, Leaning Over Water (1998)
- Deafening (2003)
- Remembering the Bones (2007)
- Missing (2011)
- Requiem (2011)
- Tell (2014) (shortlisted for the Scotiabank Giller Prize)
- That's My Baby (2017)
- The Company We Keep (2020)